# Al Neel Jartum
Al Neel Jartum (en árabe: نادي النيل الرياضي‎) es un equipo de fútbol de Sudán que juega en la Segunda División de Sudán, la segunda liga de fútbol más importante del país.

## Historia
Fue fundado en el año 1934 en el barrio de El Neel de la capital Jartum y como muchos clubes de Sudán, nunca ha sido campeón de la máxima categoría, aunque es el único equipo de Jartum en haber ganado un título nacional, el cual fue la Copa de Sudán en el año 1978.
A nivel internacional han participado en la Recopa Africana 1979, en la cual abandonaron el torneo cuando iban a enfrentarse al Nsambiya FC de Uganda.

## Palmarés
- Copa de Sudán: 1

1978

## Participación en competiciones de la CAF
- Recopa Africana: 1 aparición

1979 - abandonó en la Primera ronda